# Exoticca
Exoticca (coneguda també com Pangealand SL) és una agència de viatges online fundada el 2013 per Jesús Rodríguez. Té la seva seu a Barcelona i una sucursal a Miami, EEUU.

## Història
Des de 2020, Exoticca ha comptat amb el suport d’empreses de capital risc com 14W, Mangrove Capital Partners, Aldea Ventures, Claret Capital Partners i Sabadell Venture Capital. Al 2023, l’empresa es va associar amb l’agència espanyola &Rosàs per produir els anuncis de la seva campanya. Pere Vallès és el conseller delegat de l’empresa.

## Operacions
L’activitat d’Exoticca està centrada en paquets turístics online de diversos dies que inclouen vols, allotjament, transports i activitats.
La companyia opera en set països dins d’Amèrica del Nord i Europa, incloent Estats Units, Canadà, Mèxic, Regne Unit, Espanya, França i Alemania. Es poden trobar destinacions al voltant de 60 països, repartis per tot Europa, Amèrica Llatina, el Sud-est asiàtic, entre d'altres. El 2019, també es va expandir fins a Canadà. Amèrica del Nord va representar el 70% de les vendes de l’empresa el 2023.